# Modern Kid
"Modern Kid" é uma canção do músico brasileiro Júpiter Maçã. Foi composta especialmente para o clipe idealizado por ele e André Peniche e produzida por Luiz Thunderbird.

## Videoclipe
O videoclipe foi dirigido por André Peniche. A gravação deu-se em um único dia ao longo de 14 horas, tendo sido locada em uma loja de móveis e antiquário em São Paulo. O making-of da produção foi ao ar na MTV Brasil pouco antes de seu lançamento.
Lançado em 28 de Agosto de 2009, o videoclipe foi um sucesso de crítica dada sua qualidade e levou o artista a ser indicado pela primeira vez ao prêmio de Videoclipe do Ano no Video Music Brasil 2009 da MTV Brasil.
Passados 10 anos após seu lançamento original, em 28 de Agosto de 2019, o diretor André Peniche relançou o videoclipe desta vez em cores e alta definição (4k) com a seguinte nota:
“Dia 28 de Agosto de 2009 ia ao ar no Youtube o clipe de Modern Kid de Júpiter Maçã. Parceria entre Flavio Basso e Luiz Thunderbird, a música foi gravda em SP especialmente para o clipe. No dia da filmagem, nosso diretor de arte André Saito e sua assistente Mariana Keller, ficaram abismados em saber que o produto final seria em preto e branco, já que haviam preparado um set tão especial. A decisão do PB havia sido feita por mim e Júpiter antes mesmo da música ser escrita. Em resposta a isso, disse a eles: "Em 10 anos, lançamos uma versão de comemoração em cores e 4k. 28 de Agosto de 2019. Aqui estamos. Obrigado por tornarem esse clipe o que ele é, e obrigado pelo apoio e carinho. Um beijo e um abraço, André Peniche. ”— André Peniche

## Ficha Técnica
- Júpiter Maçã

- Luiz Thunderbird

- Astronauta Pinguim

- Felipe Maia

- Dustan Gallas